# Det nye Raadhus i Lyngby
Det nye Raadhus i Lyngby er en dansk dokumentarfilm fra 1941.

## Handling
30. maj 1939 nedlægges grundstenen til Lyngby-Taarbæk Kommunes nye rådhus. Indenrigsminister Bertel Dahlgaard indmurer den første sten. Sommeren 1939: Kælderen er færddigstøbt. 23. december: Hele bygningen er færdiggstøbt. 20. marts 1940: Kransen hejses op til rejsegilde. På Kongens 70 års fødselsdag pyntes facaden op. Maj 1941 står bygningen færdig, og 10. juni er der indvielsesfest med bl.a. statminister Stauning, prins Knud og prinsesse Caroline-Mathilde samt Kongen og Dronningen. Sognerådsformanden byder velkommen, og stiftsamtmanden holder tale. Til slut udsigten fra terrassen og trappetårnet 360 grader rundt.

## Medvirkende
- Kong Christian X
- Dronning Alexandrine
- Prins Knud
- Arveprinsesse Caroline-Mathilde
- Thorvald Stauning